# Юзеф Ґославський
Юзеф Ян Гославський (пол. Józef Jan Gosławski, 24 квітня 1908 — 23 січня 1963) — польський скульптор і розробник медалей. Автор монет (в т.ч. 5 zł з рибаком), монументів (зокрема Ф.Шопену в Желязовій Волі) та медалей (в.ч. Year 1939). Лауреат ряду художніх конкурсів, ордену Cross of Merit.

## Біографія

### Походження і дитинство
Юзеф Гославський народився 24 квітня 1908 в селі Полянівка на Любельщині. Батько, Антоній Гославський був ковалем, а мати Стефанія походила з дому Лущинських. Сім'я мала кровні вузи з Маврицієм Гославським – поетом, учасником турецької компанії і антиросійського повстання. Юзеф Гославський був охрещений в парафіяльному костелі св. Флоріана та Урсули у Вілкові. Дитинство Юзефа проходило у сусідній Вонвольніці разом з братами і сестрами – Зігмунтом (1898-1976), Анною (1903-1986), Олександрою (1913-1990) i Станіславом (1918-2008) – майбутнім різб'яром, творцем численних робіт художнього ремесла.
| 4. Wawrzyniec Gosławski  |  |                                 |  |  |                                |
|                          |  | 2. Antoni Gosławski (1875-1950) |  |  |                                |
| 5. Leokadia Łuszczyńska  |  |                                 |  |  |                                |
|                          |  |                                 |  |  | 1. Józef Gosławski (1908-1963) |
| 6. Apolinary Łuszczyński |  |                                 |  |  |                                |
|                          |  | 3. Stefania Łuszczyńska         |  |  |                                |
| 7. Walentyna Sobczyńska  |  |                                 |  |  |                                |
|                          |  |                                 |  |  |                                |

### 1920-ті - 30-ті роки
В 1923, після закінчення початкової школи в Вавольніці, склав іспит Академії образотворчих мистецтв у Кракові, але через занадто юний вік не був прийнятий. Він почав навчання в семінарії Люблінській вчительській семинарії, але через місяць кинув, і зупинив свій вибрав місцем своєї художньої освіти засновану Яном Кошицем Віткевич Школу будівничих ремесел в Нижньому Казимирі.У той же час бере на роботу в одного з торговців у Варшаві, а також у закладі різьблення по дереву Живульського в Наленчуві. В 1927 розпочав навчання у Національній школі декоративно-прикладного мистецтва і художніх промислів (PSSZiPA). Його вчителем став Генрик Узембло. В Школа познайомився з Вітольдом Хомичем, з яким в майбутньому потоваришував. У цей період він жив в бурсі єзуїтів тимчасово працюючі на меблевій фабриці.

Важливим поворотним моментом у розвитку художнього Йосип Гославскій став 1929 рік. В цей час Юзеф закінчив II курс PSSZiPA і також взяв участь у першій колективній виставці скульптури. У тому ж році молодий художник увійшов у контакт з групою Станіслав Szukalski, тим самим поставивши себе в опозиції до середовища професорів Краківської академії. У кінцевому результаті вирішив не ставати членом Szczepu Rogate Serce, Тим не менше, в наступні періоди творчість Юзефа Шукальського нерідко надихала Гославского в його творчій роботі. Wbrew hasłom Stacha z Warty продовжив навчання в Школі скульптури на відділі різьби, яку з успіхом завершив 1932 року, а потім розпочав навчання в Краківській художній академії в класі професора Ксавера Дуніковського. Після першого семестру, але був відрахований з університету через проблеми з оплатою за навчання. У тому ж році він взяв участь у Міжнародній виставці карикатури у Відню (в Künstlerhaus), де вирізнялися дві його скульптурні роботи – Piłsudski i Kasztanka та Dunikowski.